# Édouard Ier (roi de Portugal)
Pour les articles homonymes, voir Édouard Ier.
Édouard Ier (Duarte I en portugais, où l'équivalent habituel du prénom est Eduardo), né le 31 octobre 1391 à Viseu et mort de la peste le 9 septembre 1438 à Tomar est le onzième roi de Portugal du 14 août 1433 jusqu'à sa mort. Il succède à son père en 1433, à la suite du décès de celui-ci.
Passionné de culture, de droit et de philosophie, Édouard Ier est surnommé « l’Éloquent » ou « le Roi-Philosophe », et laisse une importante  œuvre littéraire. Son traité de philosophie politique, Leal Conselheiro, figure à la première place dans la catégorie Essais de la Liste des 50 œuvres essentielles de la littérature portugaise établie en 2016 par le très prestigieux Diário de Notícias. Son traité d'équitation, Livro da ensinança de ben cavlager toda sela, est considéré comme le plus ancien traité d'équitation post-antique et le premier traitant de la psychologie appliquée aux sports équestres. Dans le monde équestre, il demeure connu sous son nom d'auteur, Dom Duarte.

## Biographie

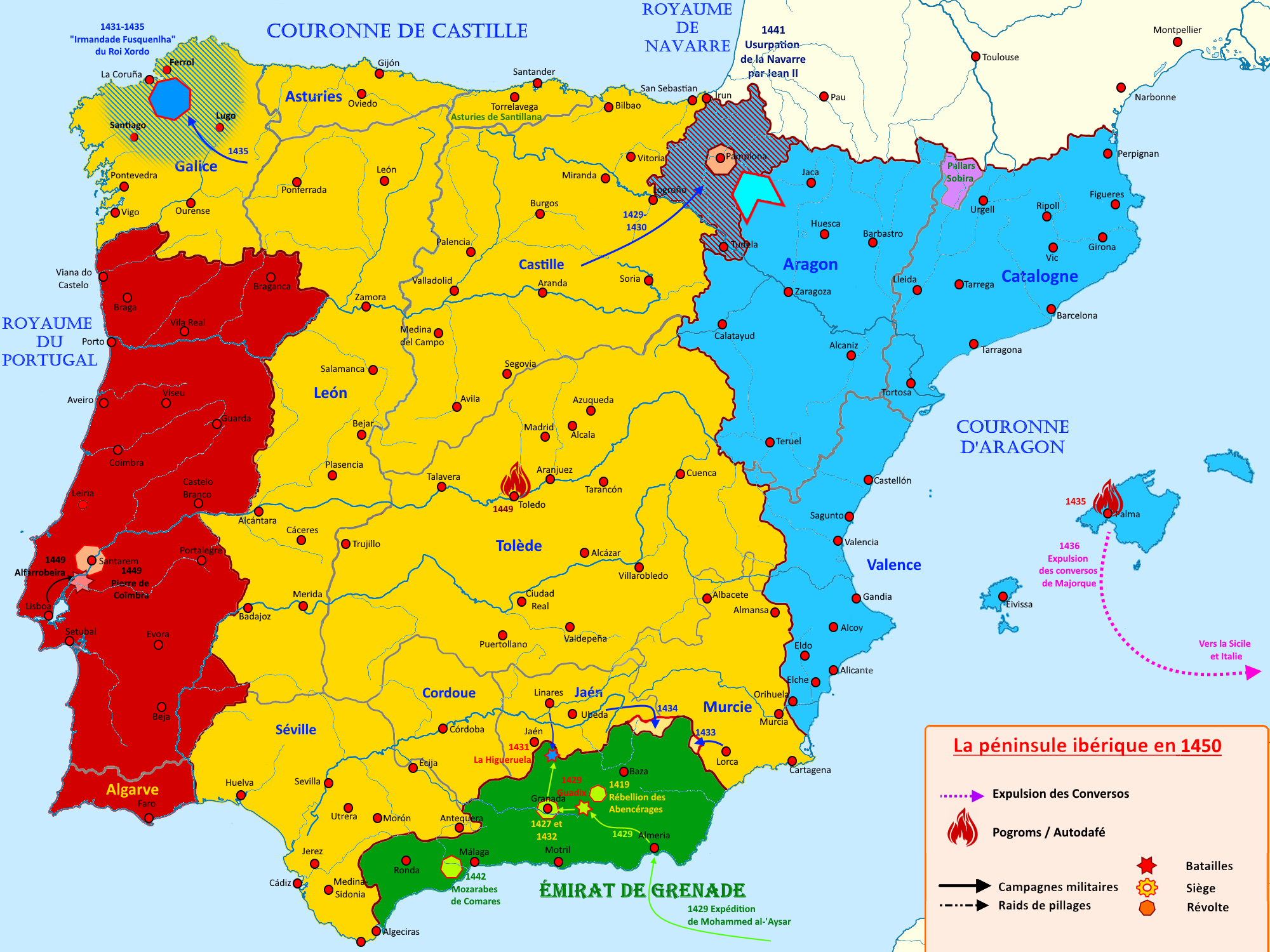
Le royaume du Portugal de 1410 à 1450

Il est le troisième enfant du roi Jean Ier de Portugal et de Philippa de Lancastre .
Très tôt, il accompagne son père dans les affaires du royaume et est donc un héritier bien préparé (en 1412, il est associé au gouvernement avec son père devenant ainsi son bras droit) ,. Contrairement à son père Jean Ier, il recherche le consensus et durant son court règne, convoque cinq fois les Cortes pour discuter des affaires de l’État. Il fait reconnaître héritier de la couronne dès son avènement son fils Alphonse, alors âgé de vingt mois. 
Édouard Ier continue à favoriser les explorations maritimes et les conquêtes en Afrique. Durant son règne, son frère Henri finance plusieurs expéditions sur ce continent, dont celle de Gil Eanes qui dépasse le Cap Bojador en 1434.
En 1437, ses frères Henri le Navigateur ainsi que Ferdinand le convainquent d'attaquer le Sultanat Mérinide afin de consolider la présence portugaise au Maghreb et d'en faire une base pour l’exploration de l’Atlantique. L’idée n’est pas partagée par tous : Pierre de Portugal, duc de Coimbra, et le connétable Jean y sont opposés. La campagne se termine en désastre, avec les Portugais encerclés devant Tanger. Lors de négociations, les Portugais promettent de restituer Ceuta aux Marocains et de laisser le prince Ferdinand en otage afin de pouvoir rentrer chez eux. Finalement, le prince Henri s'opposant à la restitution de la ville conquise en 1415, l'infant Ferdinand meurt en captivité à Fès en 1443. 
Le roi lui-même meurt de la peste, comme son père, sa mère et sa grand-mère le 9 septembre 1438.
À part la politique, Édouard Ier est un homme intéressé par la culture et les connaissances. Il écrit des livres de poésie, sur la chasse et aussi un traité politique, Leal Conselheiro. À sa mort, il allait préparer une révision du code civil portugais, achevée pourtant durant le règne de son fils Alphonse V. Il est le seul roi de Portugal à avoir été enterré dans les chapelles du panthéon octogonal du Monastère de Batalha qui sont restées inachevées.

## Traité d'équitation

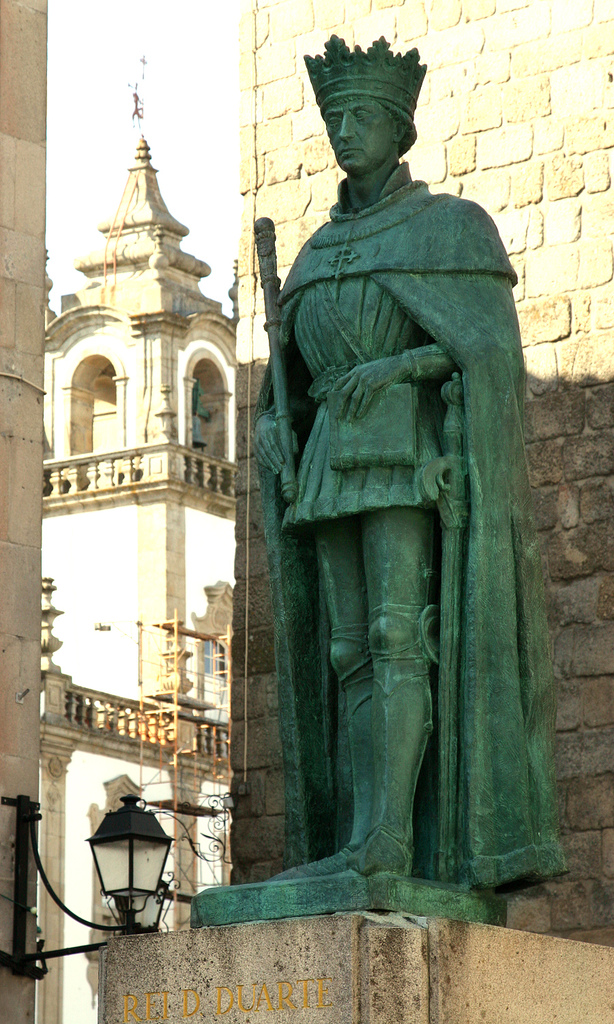
Statue du roi Édouard Ier à Viseu.

Son traité d'équitation, Livro da ensinança de ben cavlager toda sela, est composé vers 1434, acquis par la Bibliothèque royale de Paris sous Colbert, copié en 1830, puis publié à Paris en 1842. Cet ouvrage est destiné aux écuyers amenés à former les jeunes chevaliers à l'art de l'équitation et est le premier ouvrage à aborder de manière approfondie l'enseignement de l'équitation, la préparation mentale du cavalier et la pédagogie des sports équestres. 
La préoccupation principale d'Édouard Ier est de savoir comment transmettre un savoir-faire ou un art aux générations futures. Selon lui, un jeune cavalier ne peut atteindre les hautes sphère de l'art équestre sans une préparation mentale et spirituelle. Ayant étudié le problème de l'émotivité à cheval, il se focalise sur la psychologie du cavalier. Celui-ci doit maîtriser ses émotions pour atteindre une parfaite harmonie avec le cheval. S'il recense douze solutions pour vaincre la peur à cheval, il n'en traite que onze. Le seul moyen pour surmonter cette peur est la raison qui doit être associée au savoir, à la volonté et à l'entrainement. Les autres moyens potentiellement efficaces mais moins nobles, sont l'ignorance, la colère, la présomption et le fait d'avoir un avantage particulier. Il mentionne que certaines personnes, touchées par la grâce divine, sont protégées de ce type d'émotions.
Il s'oppose à l'équitation pratiquée par les vieux maîtres qui forment les jeunes cavaliers de manière brutale, avec des chevaux non adaptés aux débutants. Les cavaliers se découragent et sont rebutés par l'aspect militaire de la discipline. Les cavaliers téméraires, agissant avec ignorance, montent à cheval brutalement mais sont appréciés en étant rapidement aptes à aller à la guerre. Dom Duarte (Édouard Ier de Portugal) explique que l'ignorance mène à une équitation médiocre. Que ce soit avec le cavalier ou le cheval, le tact est le principe fondamental de sa pédagogie.
Cet ouvrage est aussi le premier traité d'équitation gineta et la première codification de la tauromachie équestre. Selon Édouard Ier, la monte à la gineta doit être pratiquée sur une selle adaptée, dite sela gineta, avec des étriers chaussés courts. Assis au milieu de la selle, le cavalier ne prend pas appui sur les arçons. Cette équitation requiert l'utilisation d'un mors spécifique, le mors taris. Cette monte propre à la Péninsule Ibérique s'explique par un mode spécifique de combat dans lequel la stratégie de l'escarmouche a été développée et utilisant de petits javelots. Les cavaliers se déplacent par petites unités, avec des chevaux parfaitement soumis et d'une mobilité extrême pour réaliser des voltes, des pirouettes ainsi que des arrêts brusques. Les chevaux doivent être capables de passer du galop rassemblé au galop le plus vif .
Dom Duarte décrit aussi la forme d'équitation en usage au Nord de l'Europe qui toutefois subsiste au Portugal. Les cavaliers montent dans ce cas des chevaux plus lourds capables de supporter le poids de lourdes armures. Les combats s'effectuent avec des lances qui peuvent, au XIVe siècle, mesurer 4m50. Pour pouvoir les manier, les cavaliers doivent se dresser sur leurs étriers qu'ils chaussent très longs.
Édouard Ier place le taureau dans la catégorie des gros gibiers comme l'ours et le sanglier. Il désigne une manière unique de tuer ces animaux agressifs quand ils se sentent menacés, soit en les touchant entre les épaules car à cet endroit central, on touche le cœur ou les poumons.  Le blesser au collet, ou cacha en portugais, est un principe qui marque le début de la tauromachie équestre classique. Auparavant, les cavaliers se contentent de le blesser là où ils le peuvent.

## Descendance
Édouard Ier de Portugal épouse la princesse Éléonore d'Aragon (1402-1445), fille du roi Ferdinand Ier d'Aragon et d'Éléonore d'Albuquerque, le 22 septembre 1428. Elle décède le 19 février 1445 et a avec le roi portugais plusieurs enfants dont:
- Jean (né en octobre 1429 - † jeune)
- Philippa (née le 27 novembre 1430 - † 24 mars 1439 de la peste)
- Alphonse V, roi de Portugal (1432-1481)
- Marie (1432)
- Ferdinand, duc de Viseu, (père de Manuel Ier, roi de Portugal, lui-même père d'Isabelle, l'épouse de Charles Quint)
- Éléonore de Portugal (née le 18 septembre 1434 - † 3 septembre 1467), mariée le 16 mars 1452 avec Frédéric III, empereur du Saint-Empire : parents de Maximilien Ier, lui-même grand-père de Charles Quint
- Édouard (né le 12 juillet 1435 - † jeune)
- Catherine (née le 25 novembre 1436 - † 17 juin 1463), religieuse au couvent Sainte-Claire de Lisbonne, après avoir été fiancée avec Charles d'Aragon prince de Viane.
- Jeanne, mariée avec le roi Henri IV de Castille.

## Titre complet
Par la grâce de Dieu, Roi de Portugal et de l'Algarve et seigneur de Ceuta.

## Sources
- L’encyclopédie Britannica
- Les Cahiers de l’Histoire no 12
- Joaquim Ferreira, História de Portugal